# 빌뇌브역
빌뇌브역(Gare de Villeneuve)은 스위스 보주의 빌뇌브 지자체에 있는 기차역이다. 스위스 연방 철도의 표준궤 심플론선의 중간 정류장이다. 역은 빌뇌브 페리 터미널에서 동쪽으로 한 블록 떨어진 곳에 있으며, 제네바 호수의 다양한 목적지까지 운행한다.

## 운행편
2021년 12월 시간표 변경에 따라 빌뇌브에서 다음 서비스가 정차한다.
- 레기오익스프레스 :
  - 안마스와 생모리스 사이를 매시간 운행
  - 르낭 VD와 생모리스 사이를 매일 왕복
- RER 보 S2 / S5 : 에이글까지 30분 운행, 발로브 및 그랑송까지 매시간 운행; 주중에는 베까지 매시간 운행하고, 에이글에서 생모리스까지 제한된 운행.